# Ульяновский, Ростислав Александрович
Ростисла́в Алекса́ндрович Ульяновский (13 марта 1904, Витебск — 20 ноября 1995, Москва) — советский востоковед-индолог, хозяйственный и политический деятель, доктор экономических наук (1963), заслуженный деятель науки РСФСР (1984).

## Биография
Родился в 1904 году в Витебске в семье железнодорожного служащего, происходившего из польских дворян. Один из его предков, Болеслав Ульяновский, был профессором истории права Краковского университета; прадед — участник польского восстания 1863 года, сосланный впоследствии в Сибирь; дед — машинист поезда, отец — начальник ж/д станции под Ригой. Сам себя Ульяновский называл «поляком русской культуры». Из Витебска семья переехала в Смоленск, затем в Ташкент, где Ульяновский, вступив в 1920 году в комсомол, стал участником Гражданской войны — работал в управлении снабжения армии Туркестанского фронта.
С 1921 года — на хозяйственной, общественной и политической работе. В 1922 году переехал в Москву, учился в совпартшколе, вёл комсомольскую работу в столице и в Звенигородском уезде. Член ВКП(б) с марта 1925 года («ленинский призыв»).
В 1926—1930 годах — студент индо-афганского сектора общественно-политического и дипломатического факультетов Московского института востоковедения им. Н. Н. Нариманова (МИВ), с 1930 по 1932 год — аспирант того же института. В 1929—1930 годах проходил практику в Афганистане: заведовал бюро прессы советского посольства в Кабуле.
При поддержке своего учителя, И. М. Рейснера, стал преподавателем, и. о. профессора кафедры Индии и Афганистана, заместителем ректора по научно-исследовательской работе МИВ (1931—1934). Одновременно работал в Международном аграрном институте при Коминтерне в качестве заместителя заведующего отделом Востока и колоний. Написал и в ноябре 1934 года представил к защите кандидатскую диссертацию по аграрным проблемам и национально-освободительному движению в Индии, однако защитить работу не удалось: в ночь с 1 на 2 января 1935 года Р. А. Ульяновский был арестован в рамках партийной «чистки», инициированной убийством С. М. Кирова. Ордер на арест был завизирован Н. С. Хрущевым.
Обвинён в участии в «контрреволюционной троцкистской организации» и в «антипартийных высказываниях». В течение января-марта 1935 года находился под следствием на Лубянке и в Бутырской тюрьме. Осужден ОСО при НКВД СССР 31 марта 1935 на 5 лет ИТЛ (статья не указана). Срок отбывал под Мариинском (Новосибирская область), затем с лета 1937 — в Воркуто-Печерских лагерях (Коми АССР). Освобождён 2 января 1940 года, был занят на хозяйственных работах в Татарской АССР, Владимире, Белгороде, так как въезд в столицу ему был запрещён. Планово-экономический работник на предприятиях и в трестах Министерства лесной промышленности СССР. Несмотря на то, что около 20 лет был поражён в правах, сохранил лояльность к советской власти, вследствие чего после отбывания наказания смог вернуться на партийную работу.
В 1954 году переехал в Москву и продолжил научную деятельность. В 1955 году реабилитирован. Заместитель главного редактора журнала «Советское востоковедение» (с 1957), заместитель директора Института востоковедения АН СССР (1958—1961). В 1959 году защитил кандидатскую диссертацию «Основные проблемы экономического развития независимой Индии (1947—1957 гг.) (госкапитализм)».
С 1961 года работал в Международном отделе ЦК КПСС референтом, затем, до выхода на пенсию в 1986 году, заместителем заведующего, курировал проблемы Азии и Африки. Степень доктора экономических наук присуждена за монографию «Неоколониализм США и слаборазвитые страны Азии» (М., 1963). Принимал участие в работе международных конгрессов и конференций, проходивших в СССР, Индии и др. Незадолго до смерти подарил свою библиотеку Институту востоковедения РАН.
Умер в Москве в 1995 году. Похоронен на Ваганьковском кладбище в родственном захоронении (участок 32).

## Основные работы
Автор более 200 научных публикаций.
Книги
- Гандизм. М.; Л., 1931 (под псевдонимом У. Рославлев);
- Некоторые вопросы борьбы за экономическую независимость в несоциалистических странах. М., 1960;
- Неоколониализм США и слаборазвитые страны Азии. М., 1963;
- Социализм и освободившиеся страны. М., 1972;
- Аграрная Индия между мировыми войнами. М., 1981.

Статьи
- Против апологии колониально-феодального режима // Революционный Восток. 1930. № 8. С. 299—305;
- Кризис колониальной экономики Индии // Аграрные проблемы. 1931. № 1/2. С. 51-66; № 3/4. С. 97—112;
- К вопросу о классовой сущности гандизма // Аграрные проблемы. 1932. № 5/6. С. 37—51 (под псевдонимом У. Рославлев);;
- Новое ограбление трудящихся масс Индии // Аграрные проблемы. № 12. С. 54—71;
- Заметки о всеиндийской переписи 1931 г. // Аграрные проблемы. 1933. № 1. С. 113—124;
- К характеристике развития революционно-крестьянского движения в Индии // Аграрные проблемы. 1933. № 9-10. С. 188—200;
- Основные вопросы современного строя в Индии // Аграрный вопрос на Востоке. М., 1933;
- Аграрный вопрос в Бенгалии // Революционный Восток. 1934. № 2. С. 98—114;
- Кризис и наступление английского империализма на Индию (1928—1933 гг.) // Революционный Восток. 1934. № 4. С. 44—63;
- Реформа аграрного строя // Экономика современной Индии. М., 1960;
- Джавахарлал Неру и дело его жизни // Новое время. 1964. № 23. С. 16—19;
- К. Маркс и проблемы национально-освободительного движения // Народы Азии и Африки. 1968. № 5. С. 3—19;
- Предисловие // Ганди М.-К. Моя жизнь. М., 1969. С. 3—31 (отв. редактор);
- О роли Великой Октябрьской социалистической революции в новейшей истории народов Азии и Африки // Народы Азии и Африки. 1987. № 5. С. 3—9;
- Из прожитых лет // Восток. 1993. № 3. С. 125—145. № 4.